# Писемність кхасі
Писемність кхасі — писемність мови кхасі. Ця мова зараз використовує латиницю; раніше було у вжитку бенгальське письмо.

## Латинське письмо
Першу латинську абетку для мови кхасі розробив валлійський місіонер Томас Джонс (Thomas Jones).
| Заголовні букви | A | B | C | D | E | G | Ng | H | I | J | K | L | M | N | O | P | R | S | T | U | W | Y |
| Малі букви      | a | b | c | d | e | g | ng | h | i | j | k | l | m | n | o | p | r | s | t | u | w | y |

У 1849 році Вільям Робінсон (William Robinson) у своїй статті «The Kassia» використав трохи іншу абетку (наведена нижче). Він також використовував букви á (наприклад: Ú tángá, Ú párá) і ú (наприклад: ú lúm); вперше почав вживати букву ï (наприклад: ïing).
| Заголовні букви | A | B | D | E | H | I | J | K | L | M | N | O | P | R | S | T | U | W |
| Малі букви      | a | b | d | e | h | i | j | k | l | m | n | o | p | r | s | t | u | w |

Томас Олдхемс (Thomas Oldhams) у 1854 році у роботі «The language and ethnology of the Khasi» наводить наступний алфавіт для мови кхасі. Голосні звуки передавалися буквами a, e, i, o, u, w, y.
| Заголовні букви | A | B | D | E | G | H | I | J | K | L | M | N | O | P | R | S | T | U | W | Y |
| Малі букви      | a | b | d | e | g | h | i | j | k | l | m | n | o | p | r | s | t | u | w | y |

Таку ж абетку представляє у своїй роботі «An introduction to the Khasia language», оприлюдненій в 1855 році, Вільям Прайс (William Pryse). Голосні звуки передавалися тими ж буквами, що і в попередньому алфавіті: a, e, i, o, u, w [u], y [ɔ].
| Заголовні букви | A | B | D | E | G | H | I | J | K | L | M | N | O | P | R | S | T | U | W | Y |
| Малі букви      | a | b | d | e | g | h | i | j | k | l | m | n | o | p | r | s | t | u | w | y |

Гʼю Робертс (Hugh Roberts) наводить дещо відмінний від вищенаведеного алфавіт. Голосні звуки передавалися буквами a, e, i, o, y, u. Для передачі довгих голосних над буквами для голосних ставився акут (´). Буква ï передавала напівголосний звук (наприклад: ïaid, ïar). Буква g використовувалась, в основному, для запозичень з мов бенгалі та гінді (наприклад: gadda, gora, godam, lagam).
| Заголовні букви | A | B | K | D | E | G | Ng | H | I | J | L | M | N | O | P | R | S | T | U | W | Y |
| Малі букви      | a | b | k | d | e | g | ng | h | i | j | l | m | n | o | p | r | s | t | u | w | y |

7 березня 1896 року в журналі «U Khasi Mynta» в статті «Ka Jingspel ia ka Ktien Khasi» було запропоновану додати в абетку кхасі букви ï та ñ.
У 1977 році Л. Г. Схуллаі (L. G. Shullai), В. Р. Лаітфланг (W. R. Laitflang) і І. Кхарконгор (I. Kharkongor) запропонували включити в алфавіт букви c, f, v, x, z. Вони обґрунтовували це необхідністю в правильній передачі деяких імен кхасі, географічних назв, наукових і літературних термінів та запозичених слів.
Г. В. Стен (H. W. Sten) хотів також ввести букву q.
Сучасний алфавіт для мови кхасі має наступний вигляд.
| Заголовні букви | A | B | K | D | E | G | Ng | H | I | Ï | J | L | M | N | Ñ | O | P | R | S | T | U | W | Y |
| Малі букви      | a | b | k | d | e | g | ng | h | i | ï | j | l | m | n | ñ | o | p | r | s | t | u | w | y |

## Бенгальське письмо
Бенгальське письмо для мови кхасі було введене баптистським місіонером, якого звали Вільям Кері (William Carey). Використовуючи це письмо, він переклав мовою кхасі Новий Завіт. Цей переклад було оприлюднено 1831 року. У 1832 році почали відкриватися християнські школи, але в 1838 році місія згорнула свою діяльність. Бенгальське письмо не набуло поширення.
Нижче наведений уривок із Євангелія мовою кхасі (бенгальське письмо).

## Зображення
Наведено сторінку із Нового Завіту (зліва) і частину катехізиса для дітей (справа). Ці тексти написані мовою кхасі, бенгальським письмом. Взято з книги introduction to the Khasia language; comprising a grammar, selections for reading, and a vocabulary».

## Додаткові джерела і посилання
- Shri Sylvanus Lamare. «Linguistic awareness among the Khasis». Титульна сторінка роботи.
- U. Nissor Singh. «Khasi-English dictionary».
- Pryse. «An introduction to the Khasia language; comprising a grammar, selections for reading, and a vocabulary».